# در پستو
در پستو (ترجمه‌های دیگر: در مخفی‌گاه و در اصطلاح به معنی نگه‌داری راز) (به انگلیسی: In the Closet) ترانه و تک‌آهنگی از آلبوم خطرناک اثر خواندهٔ معروف پاپ، راک و آر اند بی، مایکل جکسون است که توانست رتبهٔ ۱ را در «جدول برترین تک‌آهنگ‌های آر اند بی»، رتبهٔ ۳ را در «جدول ۱۰۰ تک‌آهنگ برتر پاپ» و رتبهٔ ۶ را در «جدول ۱۰۰ اثر برتر بیلبورد» بدست بیاورد.

## همکاری با مدونا
در ابتدا قرار بود که این ترانه با همراهی مدونا ضبط شود. مدونا در مصاحبه‌ای در سال ۱۹۹۲ گفت که متن این ترانه را نوشته بود، اما وقتی آن را به مایکل ارائه داد، او قبول نکرد. زیرا از نظر مایکل متنی که مدونا نوشته بود خیلی جنسی و تحریک‌آمیز بود.

## موزیک ویدئو
ویدئوی این ترانهٔ از نظر جنسی، «آتشی‌ترین» ویدئوی جکسون است. سوپرمدل نائومی کمپبل، در یک رقص عاشقانه با همراهی جکسون، در این اثر حضور داشت.